# Johann Anton Joseph Hansen
Johann Anton Joseph Hansen (* 10. Januar 1801 in Quiddelbach; † 3. Mai 1875 in Ottweiler) war ein deutscher katholischer Geistlicher, linker Politiker in der Revolution von 1848 und Regionalhistoriker.

## Herkunft und Ausbildung
Hansen war Sohn eines Försters und wurde in Quiddelbach geboren. Er besuchte nach der Volksschule und durch Förderung durch Vinzenz Hellenthal die Lateinschule in Adenau. Danach studierte Hansen kurzzeitig Philosophie in Köln und brach danach auch ein Geologiestudium in Bonn bald ab. Stattdessen studierte er katholische Theologie in Trier und wurde 1824 zum Priester geweiht. Danach war er Kaplan in Mayen. Dort begann er mit heimatgeschichtlichen Studien. Seine „Beiträge zur Geschichte und Beschreibung der Stadt Mayen“ veröffentlichte er 1828 in der von ihm selbst herausgegebenen Zeitschrift „Chronik der Diözese Trier“.
Ab 1828 war Hansen Schulinspektor für den Stadtkreis Trier. Außerdem war er Seelsorger des örtlichen Landarmenhauses. Zeitweise war er wohl auch persönlicher Sekretär von Bischof Josef von Hommer. In dieser Zeit plante Hansen vom Bischof gefördert eine „historisch topografisch-statistische“ Beschreibung der gesamten Diözese Trier.

## Kirchliche Reformbewegung
Ebenfalls in dieser Zeit schloss sich Hansen einer innerkirchlichen Reformbewegung an, die darauf abzielte, die Messe in deutscher Sprache abzuhalten, die Pfarrer an der Bistumsverwaltung zu beteiligen sowie den Zölibat abzuschaffen. Hansen gehörte zu den führenden Verfechtern dieser Forderungen. Im Jahr 1831 veröffentlichte er dazu eine erste Schrift, der zahlreiche weitere folgten: „Aufruf an die katholische Geistlichkeit Deutschlands zur thätigen Teilnahme an der durch sie zu bewirkenden nothwendigen kirchlichen Reform.“

## Pfarrtätigkeit in Lisdorf und Ottweiler
Auf Einwirken des Ortsbischofs gab Hansen dieses Engagement auf. Stattdessen wurde er Pfarrer in Lisdorf. Dort wandte er sich intensiv der heimatgeschichtlichen Forschung zu. Außerdem gründete er 1835 eine Landwirtschaftsschule.
Im Jahr 1838 wechselte er auf die Pfarrstelle in Ottweiler. Auch dort war er zudem Schulinspektor. In Ottweiler gründete er einen Zweigverein des Kölner Dombauverein. Anlässlich der Ausstellung des heiligen Rockes in Trier verfasste Hansen dazu zwei Schriften. Im Jahr 1845 gründete er eine lokale Sektion des Borromäusvereins. Ebenso gründete er eine Herz-Maria-Bruderschaft.

## Revolution von 1848
Hansen war politisch, was damals im Rheinland nicht selbstverständlich war, betont preußenfreundlich. So organisierte er eine Jubiläumsveranstaltung zum 25-jährigen Bestehen der Rheinprovinz.
Seine Position wandelte sich indes spätestens nach dem Beginn der Märzrevolution von 1848. Hansen wurde in die preußische Nationalversammlung gewählt. Dort schloss er sich zunächst der äußersten Linken und später der gemäßigten Linken um Johann Karl Rodbertus an. Kurz vor der Auflösung der Nationalversammlung schrieb er: „Es heißt, der König wolle kurz und gut eine Konstitution proklamieren, wahrscheinlich eine solche, die er mit seiner Kamarilla, aber nicht mit den Vertretern des Volkes vereinbart hat. Wir werden sie nicht annehmen. Wir wollen unsere Freiheit als ein Recht und nicht als eine Gnade, als einen Brocken, der für Hunde von des Herren Tisch fällt. Das Volk wird nicht nach dem Brocken schnappen. Es lebe die Freiheit! Es lebe das Vaterland! Gott mit uns im Siege und im Tode!“

## Vereinsgründungen und Seelsorge
Nach der Zerschlagung der Nationalversammlung wurde er 1849 zwar in den preußischen Landtag gewählt, wandte sich aber wieder intensiv seinen seelsorgerischen Pflichten zu. Hansen unterstützte 1855 die Gründung der „St.-Barbara-Bruderschaft für Berg- und Hüttenleute“ in Ottweiler. Er verfasste für diese ein Gebetbuch: „Glück auf in Christo Jesu“. Die Bruderschaft, die neben der Förderung des religiösen und sittlichen Lebens auch die gegenseitige Ermunterung und Unterstützung vorsah, breitete sich im Saargebiet und im entstehenden Ruhrgebiet aus. Im Jahr 1859 gründete er einen Knappenverein in Ottweiler. Diesem ersten Verein seiner Art an der Saar folgten verschiedene Tochtervereine. Ziel war es, das gesellige und geistige Leben der Berg- und Hüttenarbeiter zu fördern.
Auf Hansen geht aber auch die Gründung eines ersten Bistumsblattes für das Bistum Trier zurück. Für seine Verdienste nach 1848 wurde er 1866 zum Dechanten ernannt und erhielt erneut die Position eines Schulinspektors. In Ottweiler war er Gründer und Leiter des „Vereins für Geschichte und Altertum“.
Im beginnenden Kulturkampf der 1870er Jahre war Hansen auf einen Ausgleich zwischen Staat und Kirche bedacht.
Nach Hansen sind in Ottweiler eine Schule und eine Straße benannt.

## Schriften (Auswahl)
- Beiträge zur Geschichte und Beschreibung der einzelnen Pfarreien des Stadtkapitels Trier, Trier 1830.
- Der Dom zu Trier – Beiträge zu dessen Geschichte und Beschreibung, Trier 1833.
- Die Weihbischöfe von Trier, Köln 1834.
- Johann Philipp von Walderdorff, Erzbischof und Churfürst von Trier, Trier 1841.
- (unter Pseudonym Junius Sempronius Gracchus): Aufruf an die katholische Geistlichkeit Deutschlands zur thätigen Teilnahme an der durch sie zu bewirkenden höchst nothwendigen Reform, 1831.
- Bemerkungen über die Pfarrgemeinde Lisdorf, 1834ff.
- Unser Vaterland, 1837.
- Die wichtigsten Beziehungen des bürgerlichen Lebens, 1837.
- Zwei Broschüren, verfaßt anläßlich der Ausstellung des Heiligen Rocks in Trier 1844.
- Der Rongesche Spuk zu Ottweiler, 1863.
- Häuser- und Familienchronik der Stadt Ottweiler, 1875.